# Xã Prospect, Quận Mellette, Nam Dakota
Xã Prospect (tiếng Anh: Prospect Township) là một xã thuộc quận Mellette, tiểu bang Nam Dakota, Hoa Kỳ. Năm 2010, dân số của xã này là 5 người.